# WLUP-FM

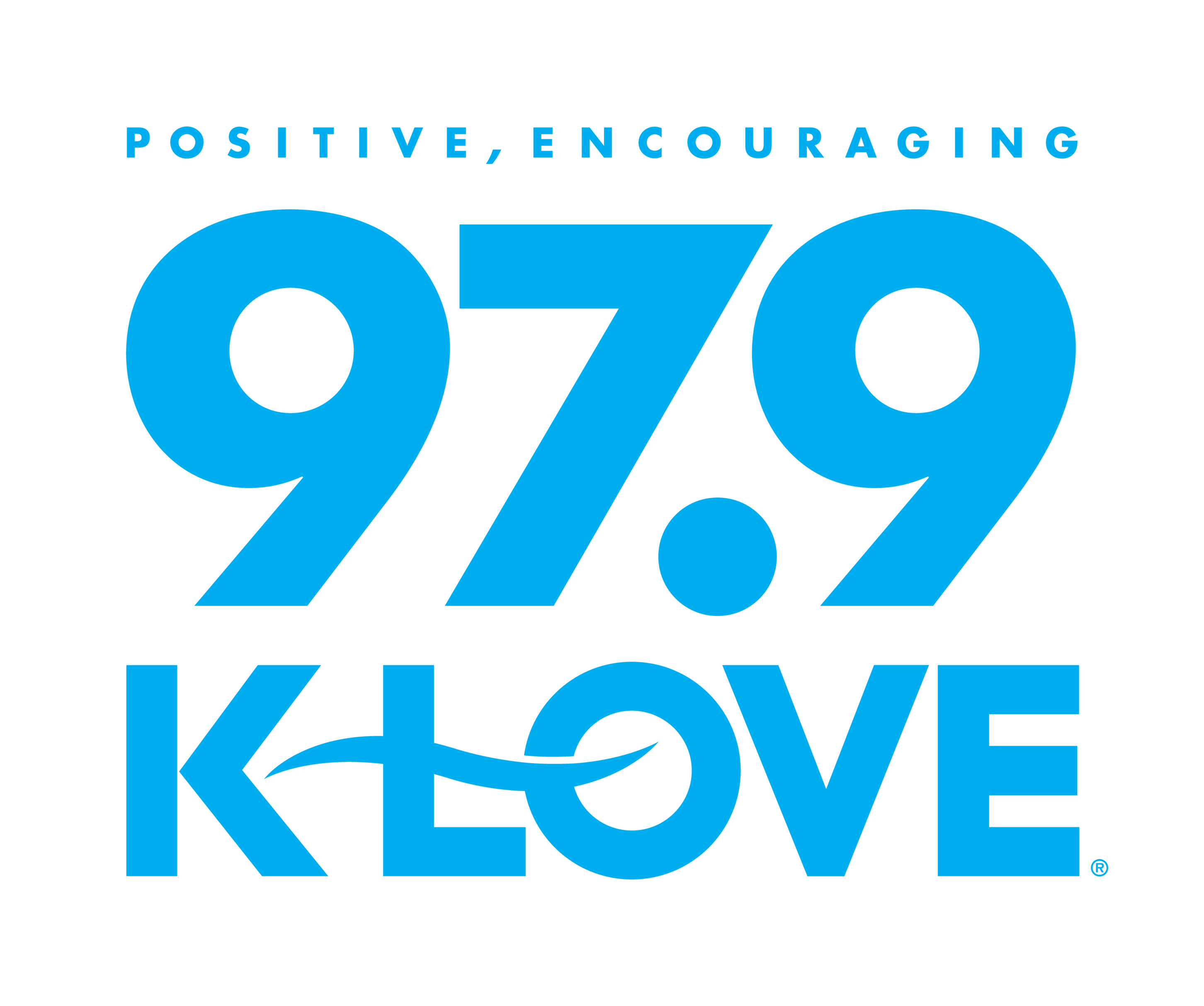
Logo actuel de K-Love stations sur le 97.9 FM.

WLUP-FM (97.9 FM, « The Loop ») est une station de radio américaine de format « classic rock » desservant l'aire métropolitaine de Chicago. 
Propriété de Merlin Media, LLC, WLUP transmet ses émissions depuis un émetteur situé au sommet de la Willis Tower, à 420 mètres d'altitude, en plein centre-ville de Chicago. WLUP peut être reçue dans un rayon de plus de cent kilomètres, jusqu'à Kalamazoo (Michigan), ville distante de 140 kilomètres de Chicago.